# Stadtwerke Bielefeld

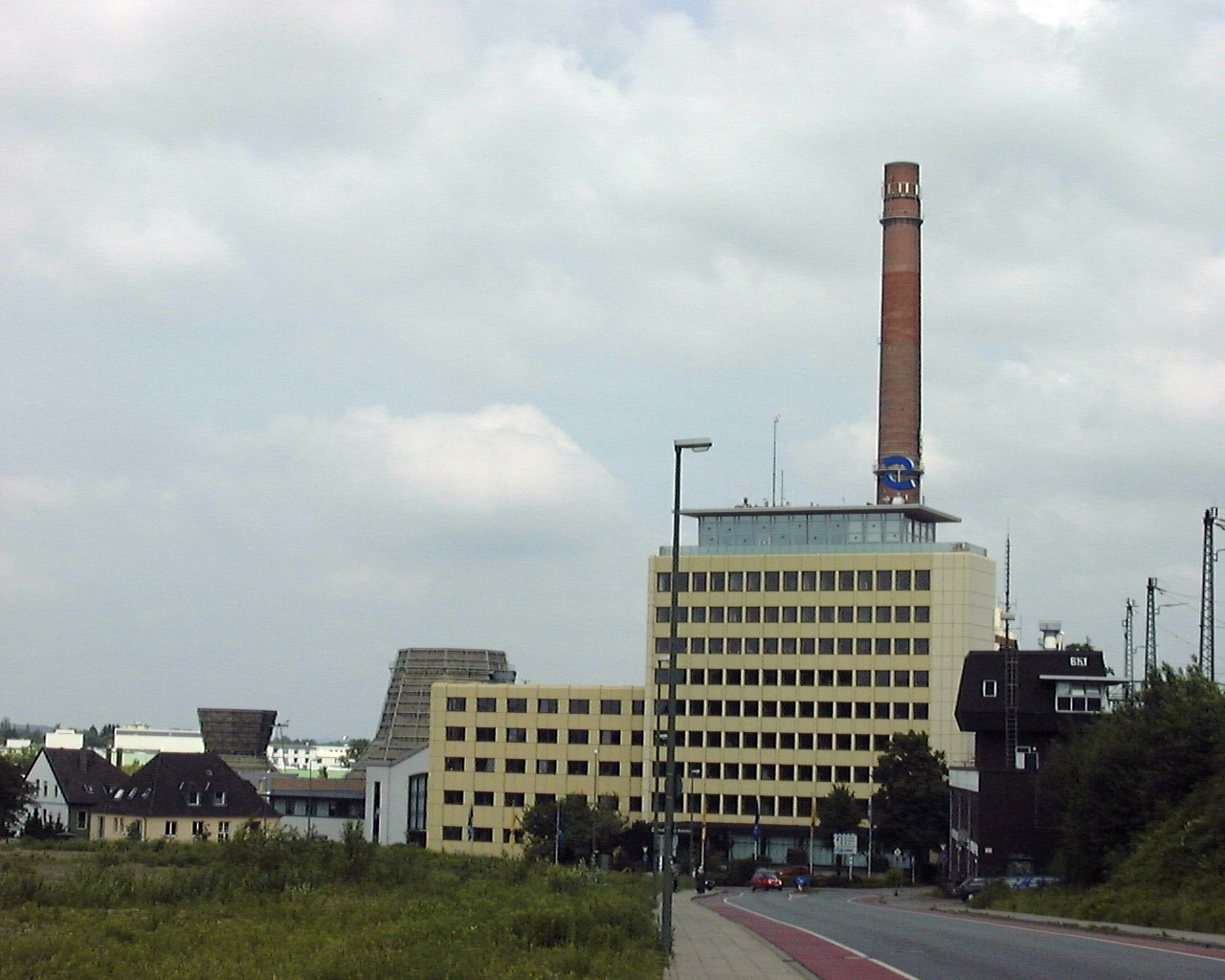
Das Verwaltungsgebäude der Stadtwerke Bielefeld

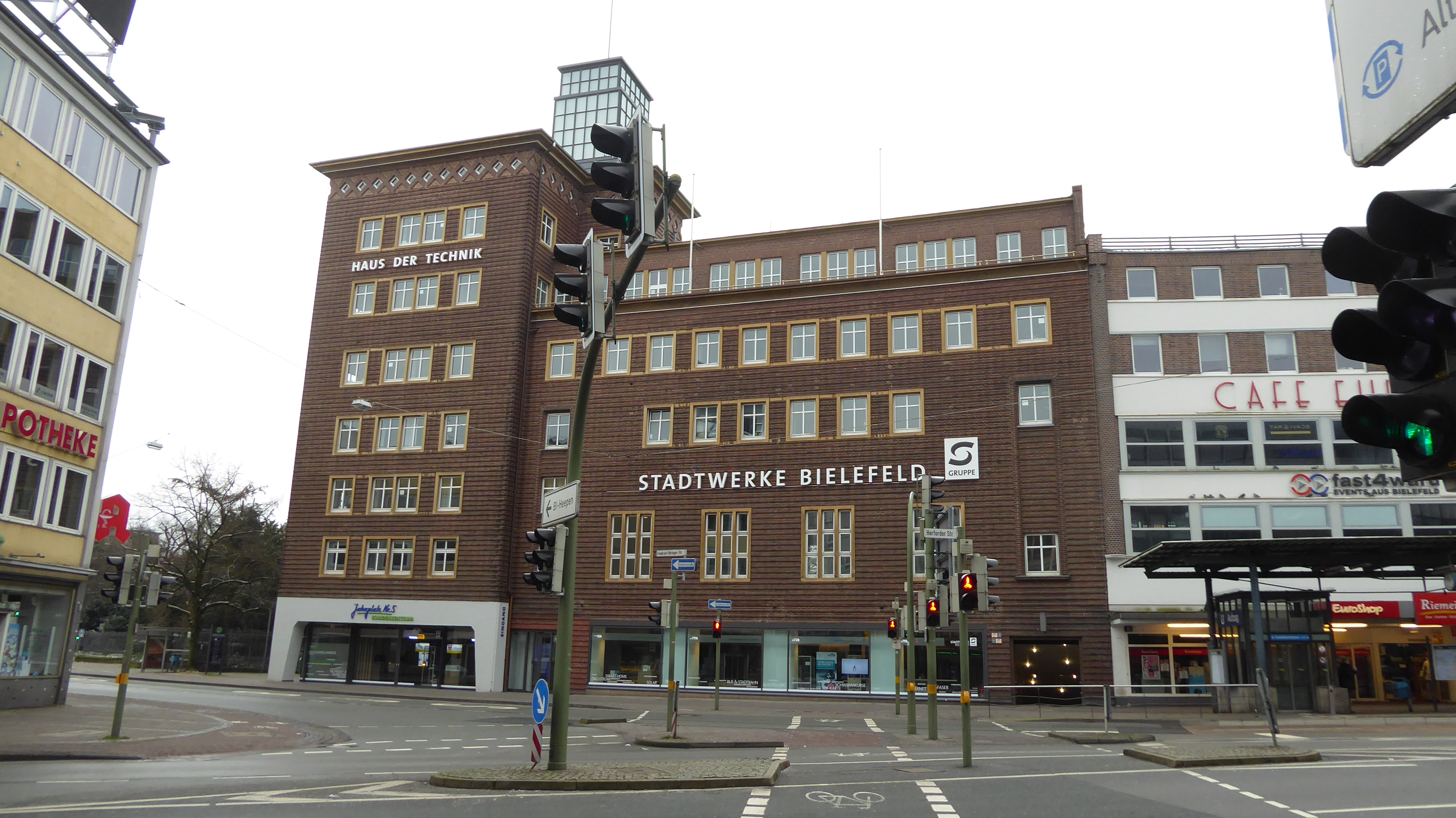
Kundenzentrum im Haus der Technik am Jahnplatz

Die Stadtwerke Bielefeld GmbH (SWB) sind ein kommunales Versorgungs- und Dienstleistungsunternehmen. Eigentümerin ist die ostwestfälische Großstadt Bielefeld. Die SWB sind in den Bereichen Strom-, Gas-, Trinkwasser- und Wärmeversorgung tätig. Über Tochterunternehmen werden Mobilitäts-, Telekommunikations- und Entsorgungsdienstleistungen angeboten. Außerdem werden die Bielefelder Bäder und eine Eisbahn betrieben.

## Unternehmensgeschichte im 19. und 20. Jahrhundert
Die Geschichte der Stadtwerke Bielefeld begann 1856 mit der Inbetriebnahme des ersten Gaswerks in Bielefeld, das Werk wurde 1863 erstmals erweitert, 1880 kam ein zweites Gaswerk hinzu. 1889 bekam die Stadt ein Wasserwerk mit Frischwasserversorgung aus der Senne. 1893 wurde ein drittes Gaswerk errichtet. Ein Elektrizitätswerk wurde 1897 geplant und 1900 in Betrieb genommen. Die Stadt erhielt elektrische Beleuchtung und eine elektrische Straßenbahn. Das zweite Gaswerk an der Herforder Straße wurde 1900 stillgelegt.
Die Lieferfähigkeit der Stadtwerke erfuhr im 19. und 20. Jahrhundert Steigerungen, die in Verbrauchststatistiken festhalten wurden. Am Jahnplatz wurde ein neues Umspannwerk im Haus der Technik am 23. November 1929 in Betrieb genommen. 1944 wurde das Gebäude bei einem Luftangriff stark zerstört. Es wurde in den 1950er Jahren neu errichtet und wieder als Beratungszentrum genutzt.

## Unternehmensgeschichte im 21. Jahrhundert
Das kommunale Unternehmen wurde von 2002 bis 2012 zu 50,1 % von der Stadt Bielefeld und zu 49,9 % von der swb AG, den ehemaligen Stadtwerken Bremen, gehalten. Die swb AG gehörte ihrerseits zu 51 % dem niederländischen Energiekonzern Essent, einem direkten Konkurrenten des Energieerzeugers E.ON, der sich in Ostwestfalen in viele ehemalige kommunale Stromanbieter einkaufte. Mit dem Einstieg von Essent an den Stadtwerken Bielefeld erlosch das Interesse von E.ON an den Bielefelder Stadtwerken. Mit der strategischen Beteiligung von swb an den Bielefelder Stadtwerken übernahmen diese zugleich eine strategische Beteiligung an der Stadtwerke Gütersloh GmbH, sodass Essent damit an beiden Unternehmen indirekt beteiligt war. Nach der Übernahme von Essent durch RWE 2009 übernahm der bisherige Minderheitsaktionär EWE den Essent-Anteil an der swb AG. Im Mai 2012 kaufte die Stadt Bielefeld die Anteile der swb AG für knapp 200 Mio. Euro zurück und somit gehört die Stadtwerke Bielefeld Gruppe wieder vollständig der Stadt Bielefeld.
Die Unternehmensgruppe Stadtwerke Bielefeld Gruppe mit den Tochtergesellschaften beschäftigte Ende 2022 insgesamt 2709 Mitarbeiter. Sie investierte im Jahr 2022 etwa 73 Mio. Euro in das Sachanlagevermögen.

## Betriebsbereiche
Die direkt von der SWB betriebenen Versorgungsbereiche sind Strom, Erdgas, Wasser und Fernwärme. Seit 1929 wird das Haus der Technik als zentrale Beratungsstelle für diese Bereiche genutzt.

### Strom
In der Stromversorgung für Bielefeld sind die SWB seit 1900 aktiv. Die SWB betreiben in Bielefeld eigene Erzeugungsanlagen, z. B. das zentrale Heizkraftwerk mit Kraft-Wärme-Kopplung an der Schildescher Straße, unterstützt vom 2011 errichteten Biomasse-ORC-Heizkraftwerk, die Müllverbrennungsanlage in Heepen, das Gas-und-Dampf-Kombikraftwerk auf dem Gelände von Mitsubishi HiTec Paper Europe in Hillegossen, eine Biogasanlage in Dornberg, mehrere Photovoltaik- und Windenergieanlagen. Ende 2012 wurde die Kohleverstromung in Bielefeld beendet und das Heizkraftwerk auf Erdgas umgestellt.

### Gas
In der leitungsgebundenen Gasversorgung für Bielefeld sind die SWB seit 1856 aktiv. Außerdem wird Propan angeboten.

### Wasser
In der Trinkwasserversorgung für Bielefeld sind die SWB seit 1890 aktiv.

### Fernwärme
In der Wärmeversorgung sind die SWB seit 1955 aktiv. Die Wärme wird u. a. in Kraft-Wärme-Kopplung in verschiedenen Anlagen durch den Einsatz von Abfall, Erdgas, Holz und Biogas erzeugt.

## Beteiligungen
Die SWB sind im Bereich der Daseinsvorsorge u. a. an diesen Unternehmen beteiligt:

- moBiel GmbH (100 %) – Betrieb des öffentlichen Personennahverkehrs in Bielefeld
- Bielefelder Netz GmbH (100 %) – Verteilnetzbetreiber Strom und Gas in Bielefeld
- BBF-Bielefelder Bäder und Freizeit GmbH (100 %) – Betrieb von Frei- und Hallenbädern in Bielefeld und der Oetker-Eisbahn
- BITel Gesellschaft für Telekommunikation mbH (70 %) – regionaler Telekommunikationsanbieter
- Gemeinschaftskernkraftwerk Grohnde Management GmbH (16,67 %) – Betrieb des Kernkraftwerks Grohnde
- Interargem GmbH (75,84 %) – Betrieb der Müllverbrennungsanlagen in Bielefeld-Heepen und Hameln. Die Interargem wurden schrittweise 2013 und 2015 von EEW Energy from Waste übernommen.[8][9]
- Stadtwerke Gütersloh GmbH (49,9 %)
- Stadtwerke Ahlen GmbH (49 %)
- Elektrizitätsversorgung Werther GmbH (49 %)
- Windenergie-Westfalen-Lippe GmbH (18,75 %)
- Windpark Ostwestfalen GmbH & Co. KG (50 %)
- 1. Stadtwerke Bielefeld Wind GmbH & Co. KG (50 %)
- 2. Stadtwerke Bielefeld Wind GmbH & Co. KG (100 %)
- 3. Stadtwerke Bielefeld Wind GmbH & Co. KG (100 %)
- 4. Stadtwerke Bielefeld Wind GmbH & Co. KG (100 %)
- Bielefeld - Gütersloh Wind GmbH & Co. KG (42,5 %)
- Windpark Schlüchtern Beteiligungs-GmbH (100 %)
- Stadtwerke Bielefeld Gesellschaft für Erneuerbare Energien mbH (100 %)